# Cigaritis leechi
Cigaritis leechi is een vlinder uit de familie van de Lycaenidae. De wetenschappelijke naam van de soort is voor het eerst gepubliceerd in 1912 door Charles Swinhoe.
De soort komt voor in China (Hubei).